# POP ART
『POP ART』（ポップ・アート）は1986年12月16日にリリースされた門あさ美の2枚目のベスト・アルバムである。シングルとしての既発表曲を中心にしたベスト。

## 収録曲

### Side 1
1. 月下美人 (4:27)
作詞・作曲：門あさ美　編曲：松任谷正隆 (『セミヌード』より)
2. お好きにせめて (4:13)
作詞・作曲：門あさ美　編曲：瀬尾一三 (『セミヌード』より)
3. セ・シボン (3:24)
作詞・作曲：門あさ美　編曲：戸塚修 (『SACHET』より)
4. Stop Passing Night (5:02)
作詞・作曲：門あさ美　編曲：戸塚修 (『Fascination』より)
5. Nice Middle (4:28)
作詞・作曲：門あさ美　編曲：松任谷正隆 (『セミヌード』より)
6. Mrs.アバンチュール (3:55)
作詞・作曲：門あさ美　編曲：井上鑑 (『PRIVATE MALE』より)

### Side 2
1. 感度は良好 (3:49)
作詞・作曲：門あさ美　編曲：井上鑑 (『PRIVATE MALE』より)
2. すねてご機嫌 (3:24)
作詞・作曲：門あさ美　編曲：松任谷正隆 (『セミヌード』より)
3. 気まぐれKitten (3:48)
作詞・作曲：門あさ美　編曲：井上鑑 (『セミヌード』より)
4. 美姫伝説 (3:22)
作詞・作曲：門あさ美　編曲：惣領泰則 (『麗 (u ra ra)』より)
5. プリンスとジャンパーとプリンセス (3:42)
作詞・作曲：門あさ美　編曲：惣領泰則 (『麗 (u ra ra)』より)
6. 50'sと80's (4:44)
作詞・作曲：門あさ美　編曲：白井良明 (『BELLADONNA』より)

## リリース日一覧
| 地域 | リリース日     | レーベル                               | 規格                   | カタログ番号 | 備考         |
| ---- | -------------- | -------------------------------------- | ---------------------- | ------------ | ------------ |
| 日本 | 1986年12月16日 | ユニオン                               | 30cmLP                 | UL-15        |              |
| 日本 | 1986年12月16日 | ユニオン                               | 12cmCD                 | 30CH-209     |              |
| 日本 | 2005年8月4日   | ヤマハミュージックコミュニケーションズ | デジタル・ダウンロード | 74875188     | iTunes Store |